# Székföld
Székföld vagy Székföldje egy kistáj Romániában, amely Erdővidék délnyugati szegletében a Székelyföldhöz tartozó Sepsiszék és a Barcaság között húzódik. A Hídvégi uradalom részeként közigazgatásilag Felső-Fehér vármegyéhez tartozott, majd 1876-ban Háromszék vármegyéhez csatolták, ma részben Kovászna megyéhez, részben Brassó megyéhez tartozik. A ma Árapatakot, Hídvéget, Erősdöt, Előpatakot, Lügetet és Nyáraspatakot felölelő tájegység kultúrája sajátos, napjainkban szórványterületnek számít, magyar lakosságának helyzete több szempontból is a barcasági csángókéhoz hasonló.

## Képek
- Árapataki református templom
- Árapataki varrottas. Vetettágy a Székely Nemzeti Múzeumban
- Erősdi református templom
- Erősdi falukép
- Előpataki látkép az ortodox templommal
- Előpatak magyar fürdőtelep az 1900-as években
- Hídvégi kápolna